# Sony Ericsson Xperia X10 Mini Pro

## Sony Ericsson Xperia X10 Mini Pro
Sony Ericsson Xperia X10 Mini Pro to kompaktowy smartfon z klawiaturą QWERTY, który został wydany przez firmę Sony Ericsson w 2010 roku. Jest to wersja "mini" popularnego modelu Xperia X10 Mini, zaprojektowana z myślą o użytkownikach, którzy poszukują wygodnego i praktycznego urządzenia o mniejszych rozmiarach, ale nadal oferującego pełne możliwości smartfona. 

### Historia
Xperia X10 Mini Pro została zaprezentowana po raz pierwszy na targach Mobile World Congress w Barcelonie w lutym 2010 roku. Po premierze Xperia X10, Sony Ericsson zdecydował się na stworzenie mniejszej wersji z fizyczną klawiaturą QWERTY, aby dostarczyć alternatywę dla użytkowników, którzy preferowali wygodę pisania na fizycznej klawiaturze.
Projekt Xperia X10 Mini Pro spotkał się z pozytywnym przyjęciem ze strony krytyków i użytkowników, którzy docenili kombinację kompaktowego rozmiaru, solidnej specyfikacji i funkcjonalnej klawiatury fizycznej.

### Specyfikacja

#### Wygląd i Wymiary

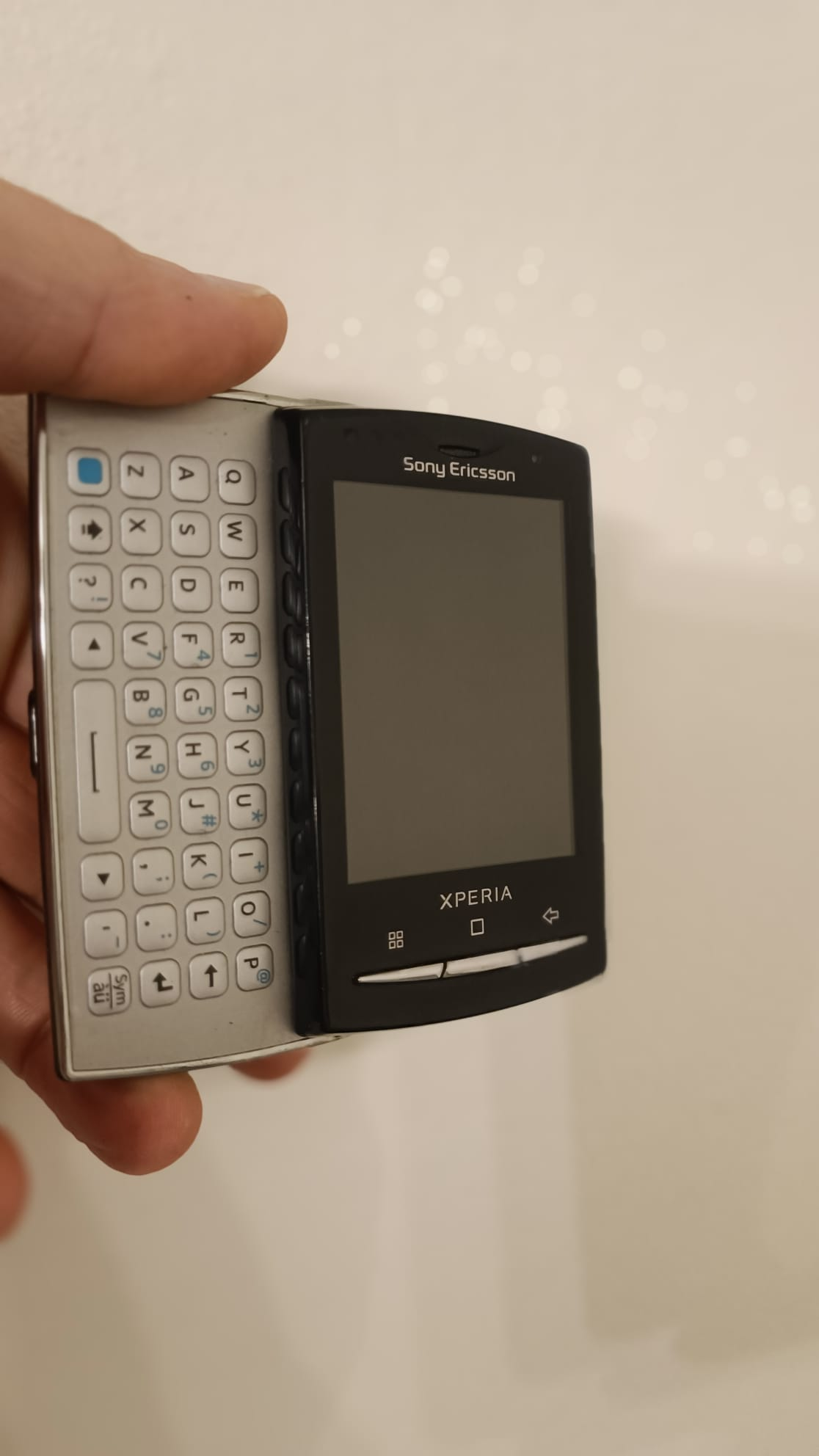
Sony Ericsson X10 Mini Pro w dłoni.

Xperia X10 Mini Pro ma charakterystyczne, kompaktowe wymiary, które czynią go jednym z najmniejszych smartfonów dostępnych na rynku w swoim czasie. Jego wymiary to 90 x 52 x 17 mm, co czyni go łatwym do przechowywania i obsługi jedną ręką. Telefon waży zaledwie 120 gramów, co czyni go lekkim i poręcznym urządzeniem.

#### Wyświetlacz
Smartfon wyposażony jest w 2,55-calowy wyświetlacz TFT LCD o rozdzielczości 240 x 320 pikseli i 157 PPI. Mimo swoich niewielkich rozmiarów, ekran oferuje jasne kolory i wystarczającą ostrość do komfortowego korzystania z urządzenia.

#### Procesor i Pamięć
Xperia X10 Mini Pro jest napędzana przez procesor Qualcomm Snapdragon S1 MSM7227 o taktowaniu 600 MHz. Choć może to wydawać się niewielką mocą obliczeniową, w połączeniu z zoptymalizowanym interfejsem użytkownika sprawia, że telefon działa płynnie w codziennym użytkowaniu. Telefon ma 256 MB pamięci RAM i 128 MB pamięci wewnętrznej, co można rozszerzyć za pomocą karty microSD do 16 GB.

#### Klawiatura
Jedną z najbardziej charakterystycznych cech Xperia X10 Mini Pro jest jego klawiatura QWERTY. Klawiatura jest fizycznie wysuwana, co zapewnia użytkownikom wygodę pisania, szczególnie podczas pisania długich wiadomości tekstowych, e-maili czy przeglądania internetu.

#### Aparat fotograficzny
Telefon wyposażony jest w 5-megapikselowy aparat główny z autofokusem, który pozwala użytkownikom na robienie zdjęć o przyzwoitej jakości, biorąc pod uwagę rozmiar urządzenia. Xperia X10 Mini Pro oferuje również możliwość nagrywania wideo w jakości VGA.

#### System Operacyjny i Oprogramowanie
Xperia X10 Mini Pro pierwotnie pracowała pod kontrolą systemu Android w wersji 1.6 (Donut). Jednak Sony Ericsson zapewnił oficjalną aktualizację do wersji 2.1 (Eclair), co przyniosło kilka usprawnień i nowych funkcji dla użytkowników. Interfejs użytkownika został dostosowany przez Sony Ericsson, który wprowadził kilka unikalnych aplikacji i funkcji, aby poprawić doświadczenie użytkownika.

#### Łączność i Bateria
Xperia X10 Mini Pro oferuje szeroki zakres łączności, w tym WiFi, Bluetooth 2.1, GPS i port microUSB. Telefon jest również wyposażony w 3G, co umożliwia szybkie przeglądanie internetu i korzystanie z aplikacji z dostępem do danych z dowolnego miejsca. Bateria litowo-jonowa o pojemności 930 mAh zapewnia wystarczającą żywotność dla typowego użytkownika, choć może wymagać częstszego ładowania podczas intensywnego użytkowania.

### Dziedzictwo
Sony Ericsson Xperia X10 Mini Pro odegrała istotną rolę w historii telefonów komórkowych, pokazując, że kompaktowe urządzenia mogą oferować pełne funkcje smartfonów, w tym obsługę klawiatury fizycznej. Choć telefon nie jest już produkowany, pozostaje istotnym przykładem innowacyjności w projektowaniu mobilnych urządzeń.

### Nagrody
- Red Dot Product Design Award 2010[3]
- European Mobile Phone 2010-2011[4]